# Saxon XSLT
Saxon XSLT - napisany w języku Java opensource'owy procesor XSLT i XQuery, utworzony przez Michaela Kaya. Zawiera obsługę XQuery 1.0, XSLT 2.0 i XPath 2.0.
Na Saxon XSLT oparty jest komercyjny produkt firmy Saxonica.